# Río Senguerr

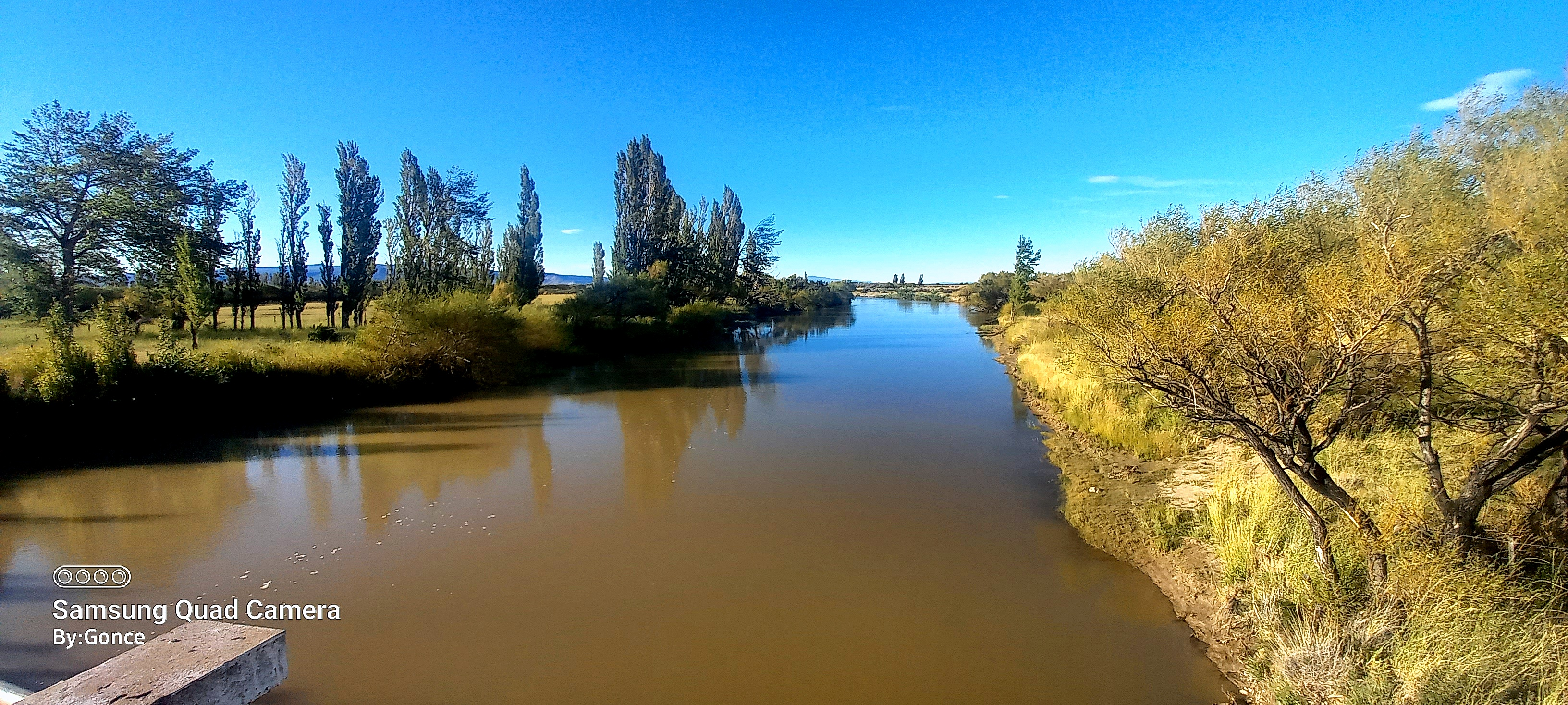
El río tras atravesar el puente de la ruta durante una creciente rumbo al lago.

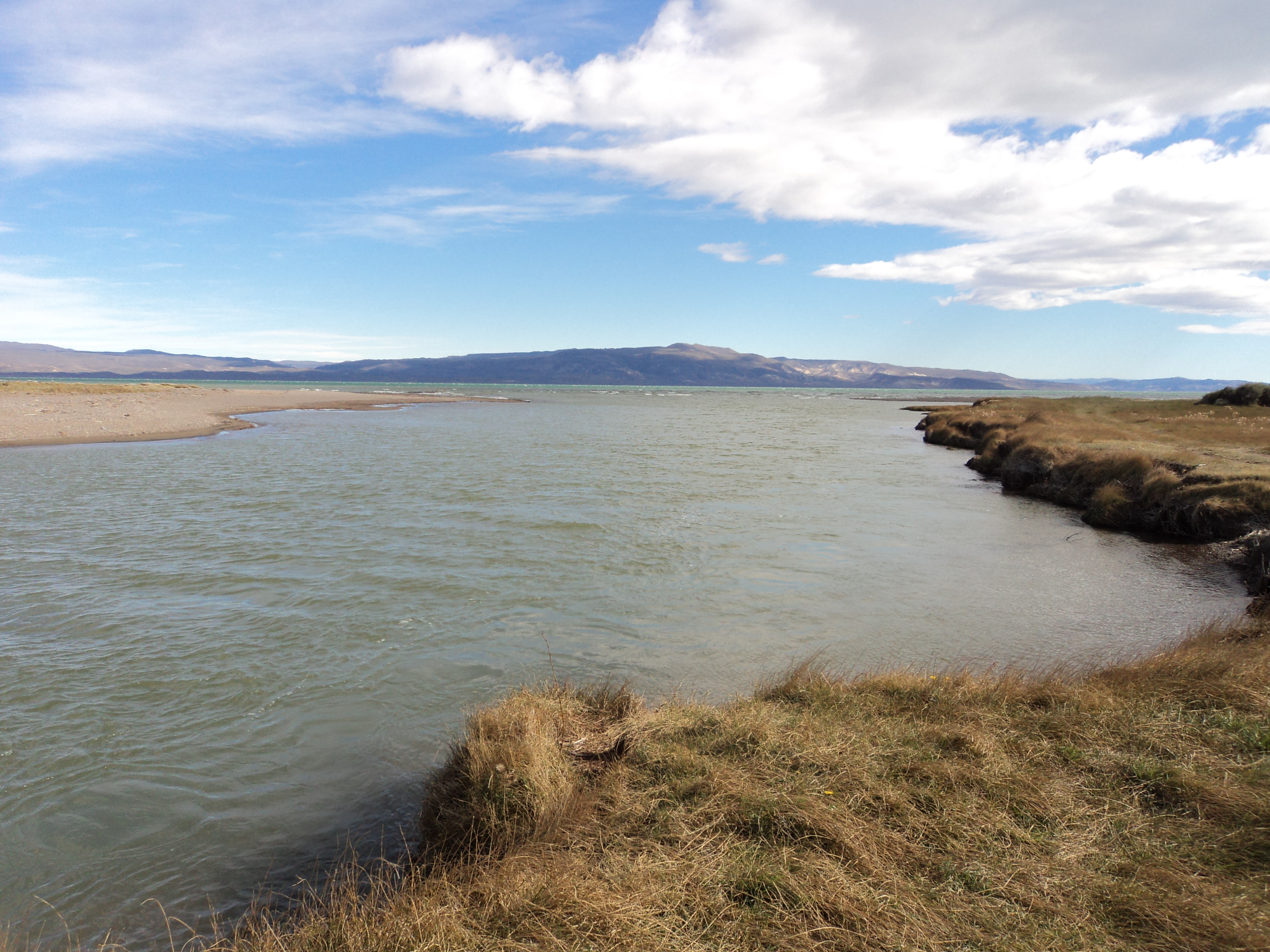
Desembocadura en el lago Musters.

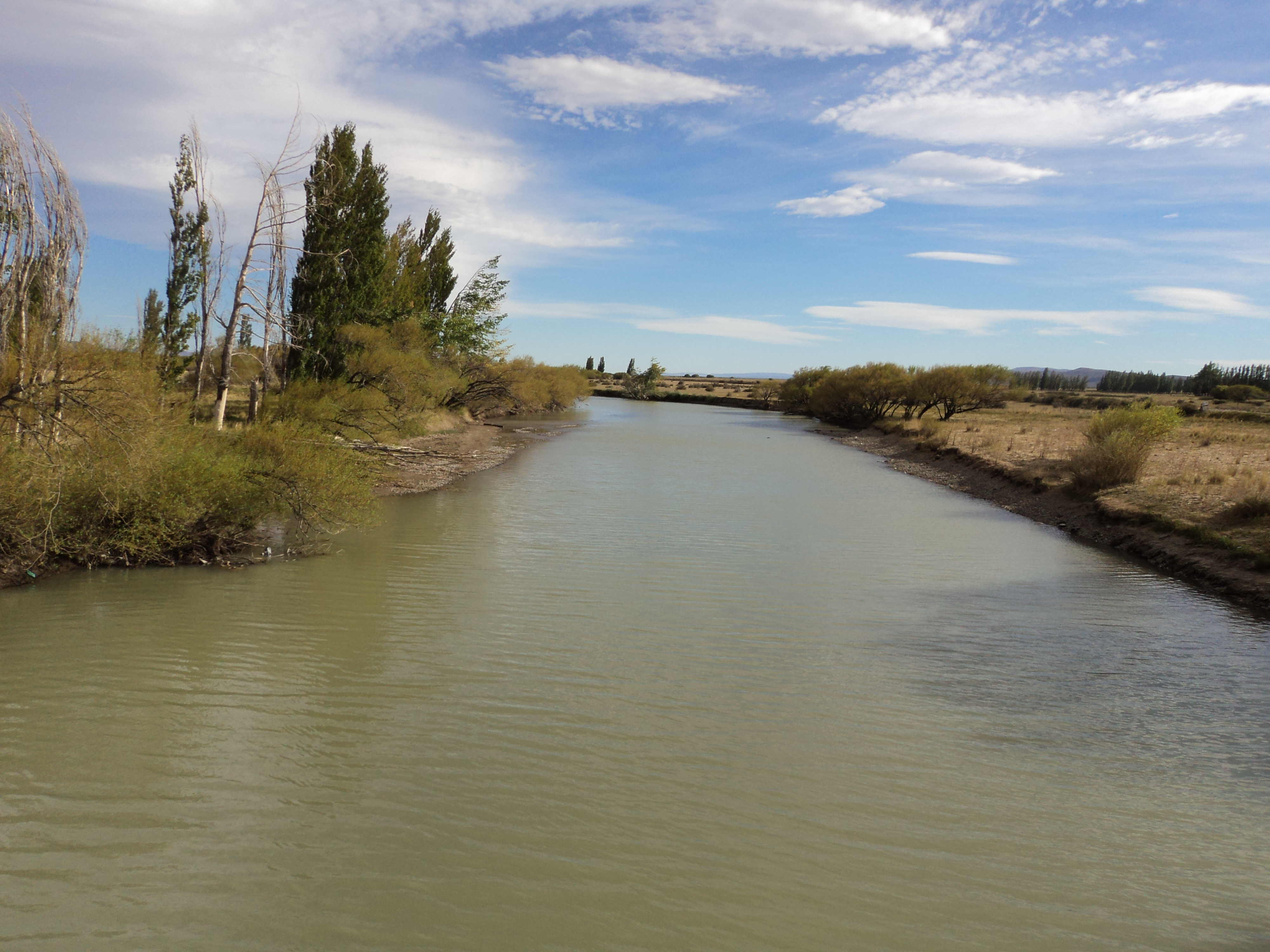
El río antes de atravesar el puente Desiderio Torres.

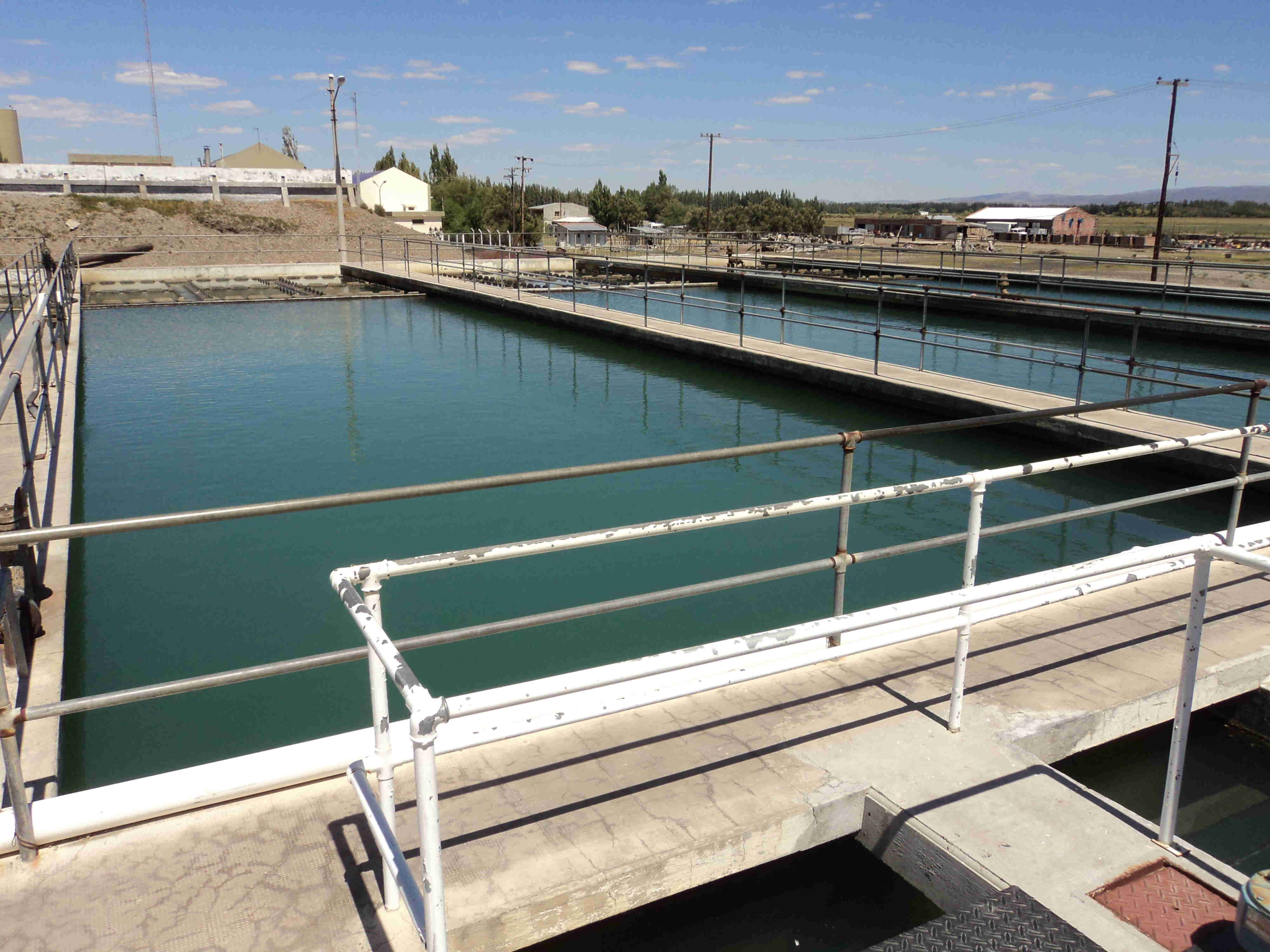
Vista de decantadores del Acueducto Lago Musters.

El río Senguerr o Senguer es un curso de agua de la provincia del Chubut, Argentina. Tiene una longitud de unos 360 km. En el llamado codo del Senguerr, punto más austral de su recorrido, el río ingresa en el departamento Deseado de la provincia de Santa Cruz, y tras recorrer poco más de 4 km regresa a la provincia del Chubut.
Al ser emisario del sistema de los lagos La Plata y Fontana porta un caudal regular, libre de grandes crecidas. A pesar de ello durante la última década su régimen se vio muy mermado por sequía y la extracción indiscriminada de agua, por las tomas que alimentan los acueductos a Comodoro Rivadavia y Caleta Olivia, a lo que se le suman tomas clandestinas o sin regulación de los estancieros y la industria petrolera.
Desde mediados del siglo pasado las condiciones climáticas y variables impulsadas por el hombre provocaron que la cuenca del río Senguer se desvincule de la del río Chico que pasó a ser un río intermitente. En consecuencia, la cuenca del río Senguer cambió de ser exorreica a endorreica.Al mismo tiempo toda cuenca empezó s sufrir una reducción significativa en la disponibilidad de agua, producto de la combinación entre el cambio climático global y el uso desmedido del recurso por parte de actividades humanas.

## Toponimia
La palabra es un compuesto a partir de la deformación de las palabras Senguel y Singer. El mismo señalaba un vado, del que luego el río tomó su nombre. Derivaría de la voz araucana “paso de los avestruces” o “paso de la nidada”, en alusión a los pichones de estas aves que cerca de allí se encuentran.

## Secciones

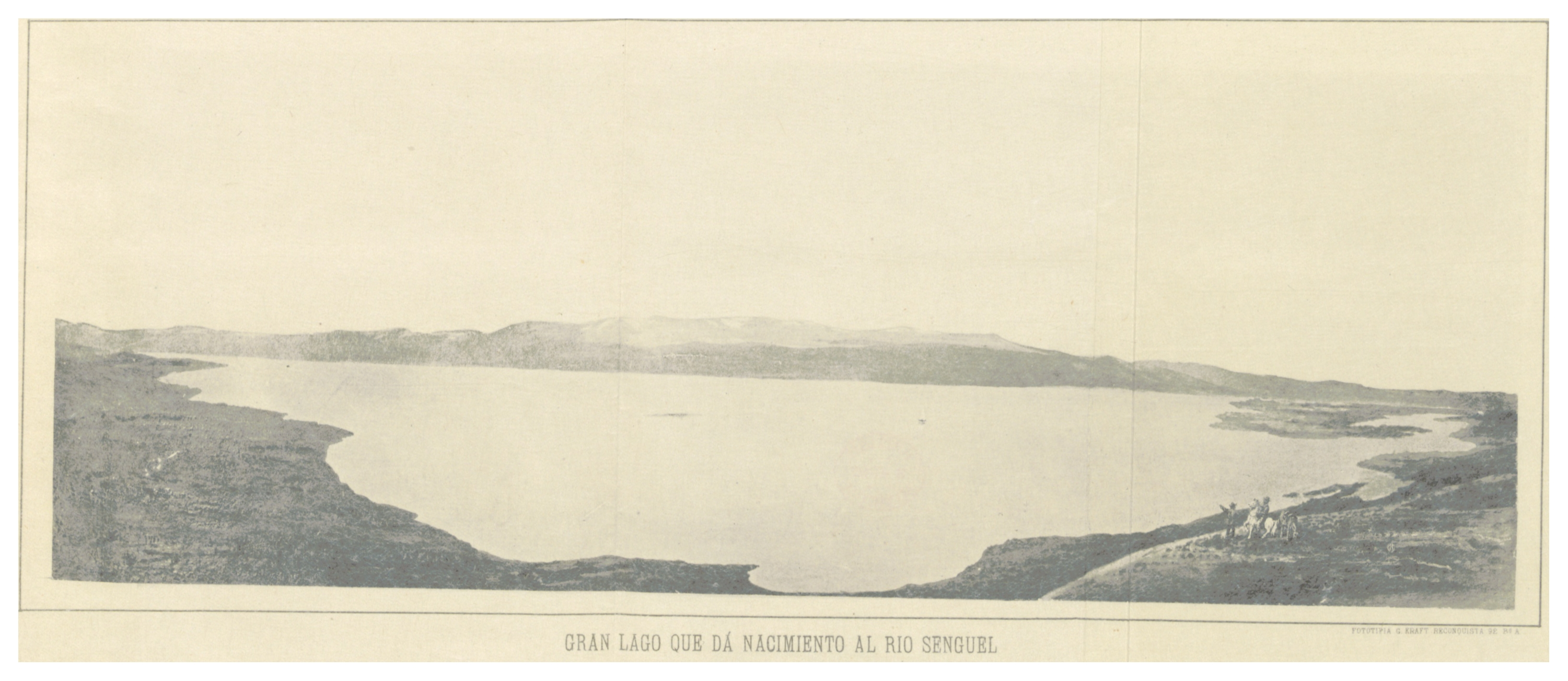
Lago Fontana, donde nace el río.

Debido a las profundas variaciones que impone su largo recorrido, se lo divide en tres secciones:

### Alto río Senguer

#### Acceso
Se accede partiendo del pueblo Alto Río Senguer hacia el sur por la Ruta Nacional 40,  buscando la intersección con la Ruta Provincial 21. Desde allí se tiene acceso a varios tramos del río. Los mismos se extienden a la Ruta provincial 43. Aunque se requiere del permiso de los campos linderos al río.

#### Extensión
Con 120 kilómetros de longitud se inicia desde su naciente sobre el lago Fontana hasta la confluencia con el arroyo Genoa. Allí cambia de dirección hacia el sudeste. Esto se produce por la interposición de las sierras De Los Aisladores y San Bernardo, pertenecientes al sistema de los Patagónides.

#### Afluentes
Sus afluentes son en esta sección los arroyos Genoa, Gato y Verde.

#### Flora y fauna
Salvo unos pocos mimbres guachos, la única vegetación ribereña son neneos y coirones, que cubren la estepa como una alfombra hirsuta. En sus aguas abundan truchas arcoíris. Las mismas son de excelente condición y colorido, oscilan entre 300 y 700 gr. 

### Senguer medio

#### Acceso
Se accede por varios caminos, los más conocidos desde la Ruta Nacional 20 asfaltada y la Ruta Provincial 43 de ripio.

#### Extensión
Con 130 kilómetros de longitud se da entre la confluencia del arroyo Genoa y el río Mayo. Posee una estricta dirección norte-sur.

#### Afluentes
No recibe ningún afluente de importancia. Sólo algunos cañadones le otorgan un poco de agua tras alguna precipitación.

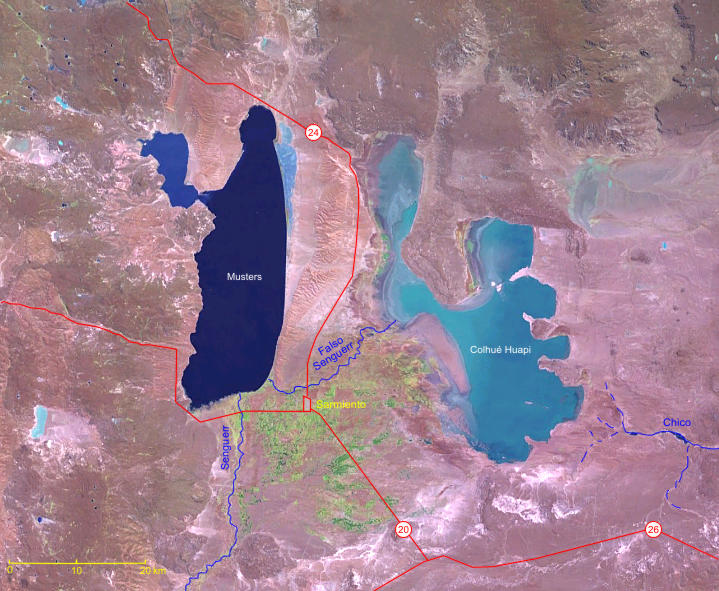
Vista satelital del valle de Sarmiento

#### Flora y fauna
En esta sección el río crea bajos mallinosos y pastizales, que aportan materia orgánica y grandes cantidades de hormigas y tucuras.
Alberga una población muy numerosa de truchas arcoíris, y en menor medida truchas Fontinalis. Los portes más frecuentes oscilan entre 300 gr y 1 kg, aunque pueden capturarse ejemplares mayores. Asimismo existen grandes cantidades de pejerreyes patagónicos que pueden superar los 500 gr y percas que superan con facilidad el kilo.

### Senguer inferior

#### Acceso
Está alejado de las rutas principales, sólo tiene accesos cerca de su desembocadura en el lago Musters, a partir de varios cruces de la Ruta Nacional 20 sobre su intrincado delta de brazos menores.

#### Extensión

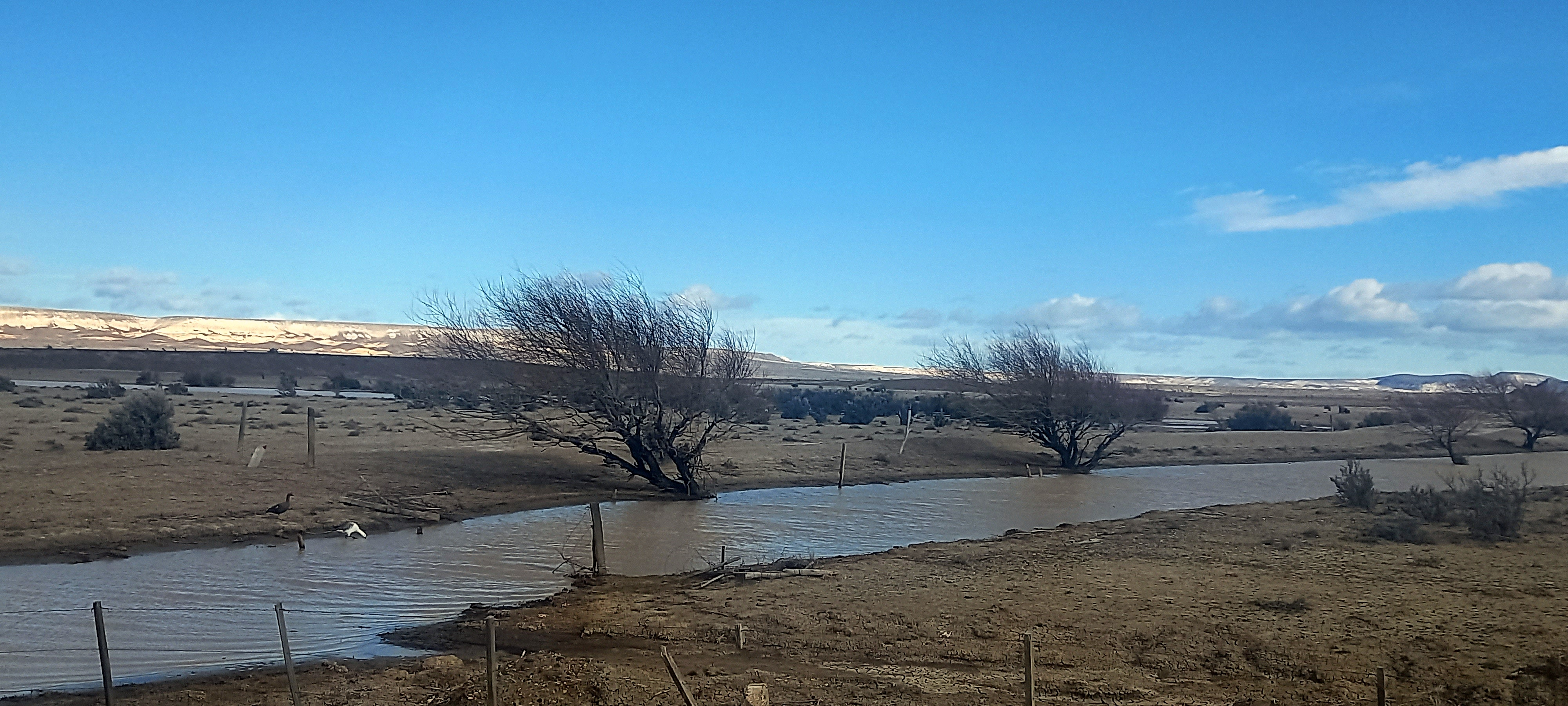
Un brazo del río conocido como Zanjón del Cerro Negro antes de su encuentro con la ruta 26.

Con 110 kilómetros de longitud se desarrolla la confluencia con el río Mayo y su desembocadura en el lago Musters. Luego, durante un recorrido de 130 km en dirección sur, un breve tramo de menos de 5 km ingresa  a la provincia de Santa Cruz, donde da un abrupto cambio de dirección hacia el nordeste, debido a la interposición de la sierra de San Bernardo, que limita su cuenca por el sur. La curva que lo hace virar se describe como abrupta y encajonada dirección al norte, para ingresar al valle de Sarmiento y 50 kilómetros después desaguar en el lago Muster. Este cambio abrupto de recorrido es llamado como Codo del Senguer.  El lugar posee una geografía encajonada con paredes de hasta 100 metros de altura, allí estuvo planeado para albergar al llamado dique Los Monos (en honor a una localidad cercana). De construirse el mismo todo el cañadón que encajona al río se inundaría formando un lago que alcanzaría las inmediaciones de las localidades de Río Mayo y Facundo. La consecuencia sería que se perdería su belleza agreste y numerosos cascos de estancia quedarían bajo el agua. El proyecto no prosperó por ser el  lugar inapropiado por la enorme evaporación que sufriría, ya que allí el viento procedente de las planicies del oeste se descarga de forma directa. En esta zona recorrida por el río a principios del siglo XX allí se instalaron familias de origen lituano y francés. También, se asentaron indígenas que se autodenominaban “manzaneros” (parcialidad del sur de Neuquén y Río Negro, conformada por tehuelches, huiliches y pehuenches.
Finalmente, el recorrido del río luego se interna en una planicie árida y de mínima pendiente, y el río se ensancha considerablemente, entre 50 y 70 m.

#### Afluentes
Capta a su principal afluente el río Mayo. Antes de su desembocadura el Senguer se divide en numerosos brazos y canales. El cauce principal se dirige hacia el Musters, mientras que los secundarios tejen un intrincado delta rumbo al lago Colhue Huapi. Éstos permanecen secos durante casi todo el año y sólo llevan agua en los momentos de máximas crecientes.

#### Flora y fauna
Posee percas y pejerreyes patagónicos en portes similares a los del Senguer medio, pero en cantidades aún mayores. También alberga una abundante población de truchas arcoíris subsidiada por el lago Muster, y en tamaños que pueden superar los 3 kg.

## Geografía

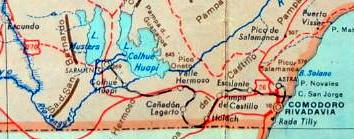
Mapa de los puntos que mantenían población relevante en 1962. Además, brinda una imagen histórica que muestra la traza del ferrocarril de Comodoro Rivadavia atravesada por varios brazos del río Senguer que descargaban en el Colhué Huapi.

Nace en el glaciar y los lagos La Plata y Fontana en los Andes.
El río tiene un curso con orientación general al este, luego gira al sur por las montañas San Bernardo y luego de recorrer 350 km termina ramificándose y girando con rumbo noroeste, para alcanzar el lago Musters, en la zona denominada Valle de Sarmiento, aportando a todo el gran bajo de Sarmiento un caudal promedio anual de 54 m³/s.

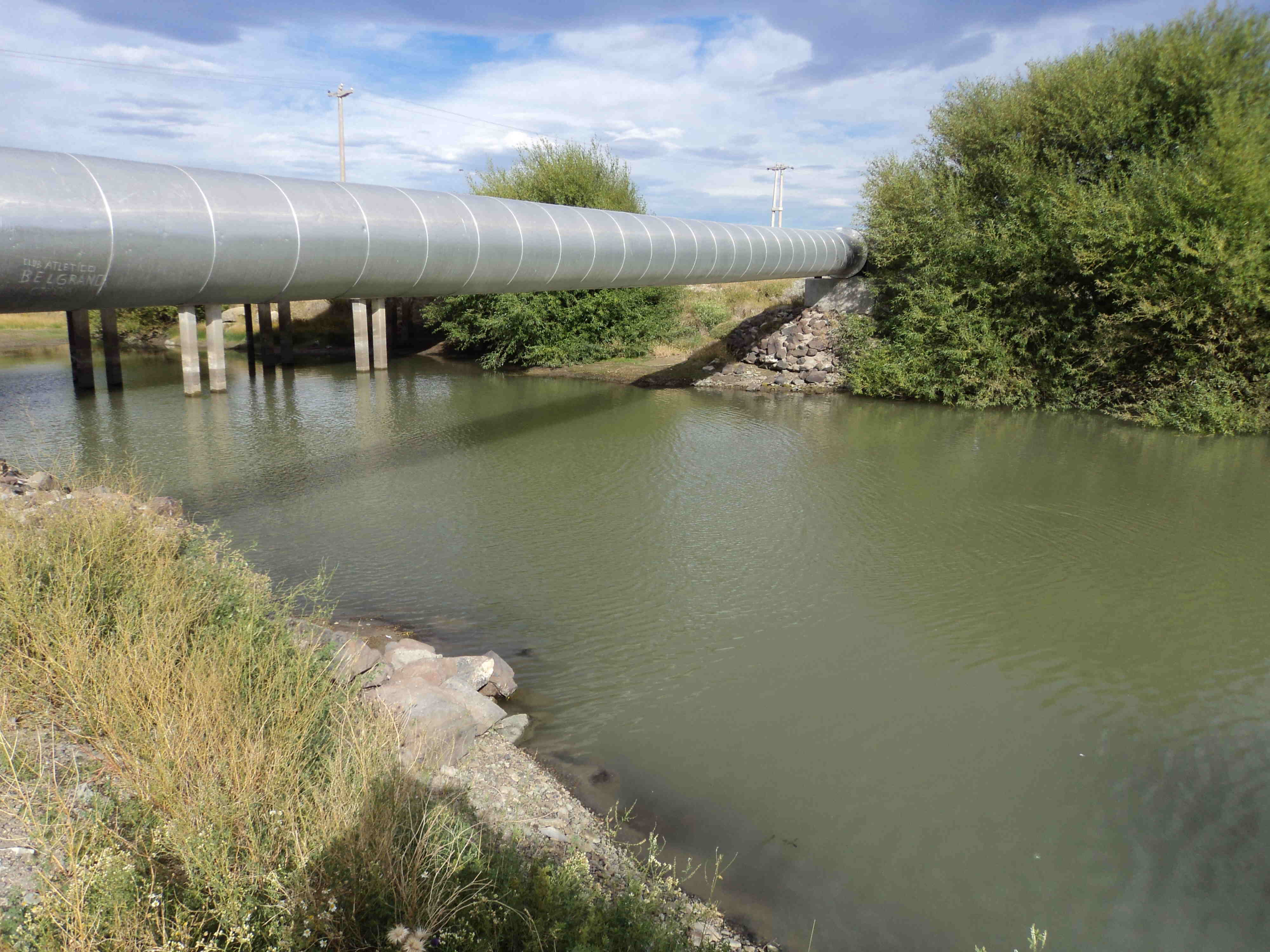
Falso Senguer, el brazo más famoso del río.

Al ingresar en esta llanura aluvial y eólica, el Senguer se subdivide en numerosos brazos secundarios (generalmente secos) con forma de abanico que se orienta hacia el nordeste. Su cauce principal se dirige hacia la fosa tectónica del lago Musters ingresando en el mismo por su margen sur, y poco antes de alcanzarlo vuelve a subdividirse para aportar también al lago Colhué Huapi, ubicado unos kilómetros hacia el oriente.
Esta derivación del río que conecta ambos lagos se ha dado en llamar "Falso Senguer", y su curso meandroso pasa al norte de la localidad de Colonia Sarmiento. La ramificación más austral del río Senguer es el zanjón del Cerro Negro. En años de grandes precipitaciones, algunos brazos del río llegan al lago Colhué Huapi, que ha visto muy reducido su tamaño en la segunda mitad del siglo XX.
Hasta mediados del siglo XX, la cuenca de este río desaguaba por el río Chico, que afluía hacia el río Chubut.

## Historia
Los arroyos Genoa y Apeleg a principios del siglo XX se asemejaban a ríos caudalosos y eran llamados ríos. Estos arroyos y el Senguerr confluyen en el valle recto Choiquenilahue de 10 kilómetros de largo por 3 de ancho. El valle tiene un fondo plano, pendiente suave, de laderas empinadas que hacia el sur aumentan de altura. En el extremo sur del Choiquenilahue, el río Senguer, hasta entonces impetuoso y de aguas transparentes, describe una abrupta curva en dirección al sur y sus aguas se vuelven perezosas y por momentos turbias. En ese codo se concentran los últimos islotes de bosques de ñires. Este bosque acompaña el curso del río por más de cien kilómetros de distancia, desde su nacimiento en la cordillera de los Andes hasta el corazón de las mesetas. Este bosque es una rareza en la agreste Meseta patagónica que es recorrida por el Senguer.
Los testimonios de exploradores nacionales y extranjeros informan del valle utilizado como asentamiento semi permanente o campamento de tolderías tehuelches. En 1883, allí encontraron refugio 60 tehuelches que lograron escapar de las tropas del ejército argentino tras el combate de Apeleg, el penúltimo de la Conquista del Desierto. Sin embargo, a los pocos días fueron tomados prisioneros y conducidos a pie hasta Valcheta, en Río Negro, distante unos 600 kilómetros de distancia. En 1890 Eduardo Botello, explorador del Museo de La Plata, se estableció en el valle al formar familia con una de las hijas del cacique tehuelche Manikeke. Se transformó en el primer colono del sur de Chubut. Sus primeros clientes fueron los 300 tehuelches que residían en los alrededores, a los que se fueron sumando exploradores, colonos y manzaneros (hoy mapuches) despojados de sus tierras en el norte de Patagonia. El paraje sumó importancia al transformarse en una encrucijada o un nudo comunicacional.  Los viajeros que se movilizaban a caballo o en carros, en el comercio de Botello accedían a alojamiento, comida y provisiones. Debido a la abundancia de agua y pasturas, confluían grandes arreos de vacunos, caballares y ovinos.

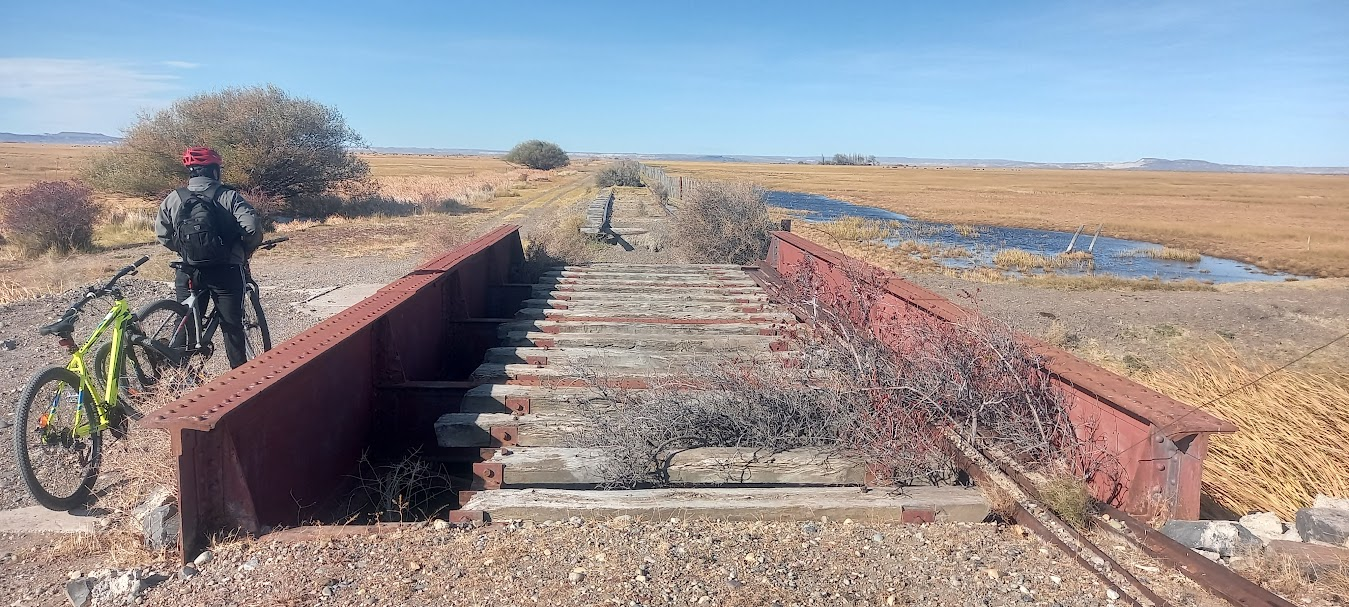
Antiguo puente de hierro construido sobre un brazo del Senguer que desagua en el lago Colhué Huapi.

### Situación ambiental
Desde hace años sus registros muestran una constante disminución del caudal del Senguer por la abrupta retracción de nevadas y lluvia. Las nevadas solían abundar y eran de medio metro altura aun para fines de los años 1970. La situación cambió y la última gran nevada fue en el año 1984, que provocó gran mortandad entre las ovejas. Por la persisten sequía las tierras que recorre el río perdieron  abundante y vigorosa cobertura vegetal. Además, el tamaño y caudal del río era tal que solo podía ser cruzado en balsas.
Actualmente, el aprovechamiento para riego de 160 productores rurales y 300 más potenciales, que hicieron la solicitud para conectarse. No obstante la gran mayoría de los productores toman agua de forma ilegal y sin control, lo que produjo una merma tal que volvió al Senguerr casi un arroyo que no abastece bien al lago Musters. A esta problemática se suma el hecho de que hay productores que tienen canales históricos que no están regulados con compuertas que no permiten medir el caudal que consumen. 
Los datos recabados por el IPA en petición por el bloque Cambiemos informan que las tomas son 600 en el Senguer, y sólo 60 están autorizadas. El 78 % del agua del río se desvía hacia establecimientos ganaderos.
Para agravar más la situación, las tomas se declaran como proyectos de riego, pero son modelos de extracción que derrochan agua. Las tomas legales e ilegales tienen en común que no son proyectos de riego; son en realidad obras para tirar agua sin criterio en el medio del campo.
La industria petrolera con su uso indiscriminado y sin controles, sumado para provisión de agua potable a la ciudad de Comodoro Rivadavia de las aguas del Senguerr contribuirían al desastre ambiental de la sequía de la zona. No obstante el porcentaje de consumo es del 1 %.

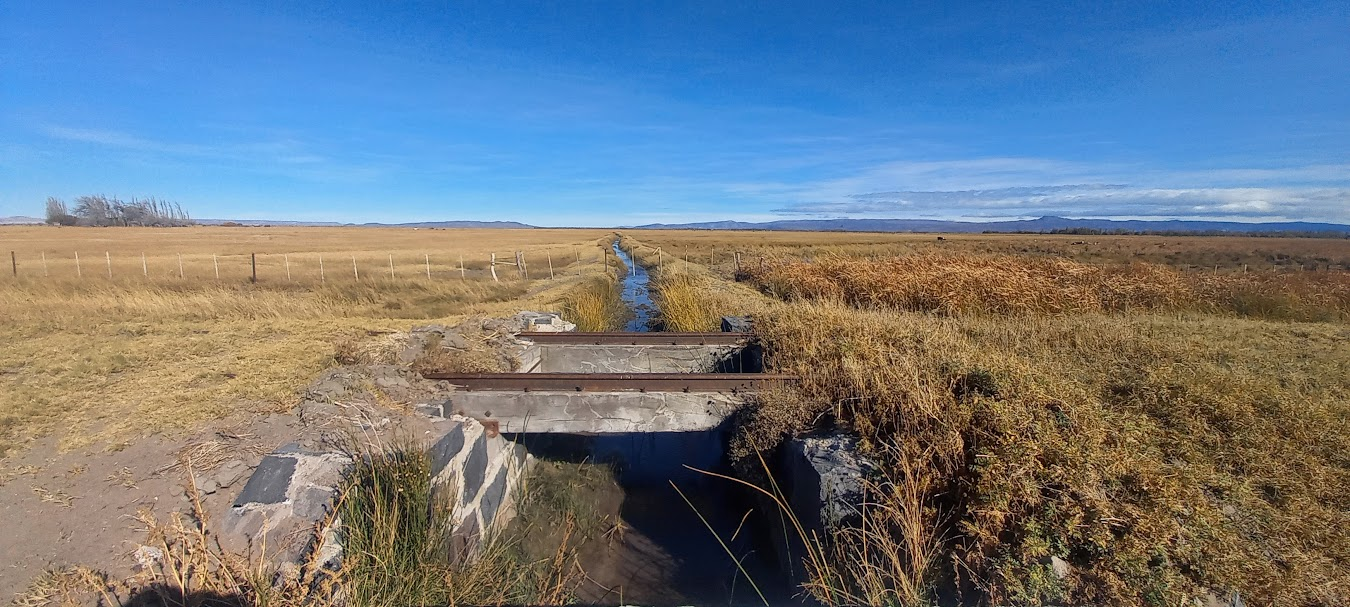
Antiguo canal de riego proveniente del río Senguer atravesando una alcantarilla ferroviaria en la zona de Colhué Huapi.

En 2016, ante quejas históricas de falta de mediciones científicas sobre el río, el CONICET instaló una estación de monitoreo para verificar el nivel del río. Su objetivo es ver que consumos lo impactan y en que proporción se consumen sus aguas. Las mediciones son básicas midiendo el nivel del agua, la temperatura y el aire.Según los vecinos de la ciudad de Sarmiento, el Instituto Provincial del Agua y su presidente Gerardo Bulacios tienen una versión oficial que reza de la escasez de nevadas y lluvias. Sin embargo, esta versión niega el efecto de las petroleras y canales de estancias. El director del instituto también aduce que los reclamos de los autoconvocados por los lagos están cargos de intencionalidades políticas. Bulacios declaró que el Frente para la Victoria y del movimiento que lidera Facundo Jones Huala estarían detrás de los reclamos. También, equiparó los consumos del acueductos y el derroche que se hace en las ciudades con las tomas ilegales que efectúan los chacareros al río Senguer. Los vecinos autoconvocados por la cuenca del Senguer desmintieron la intencionalidad política del acampe, esto fue reconocido por el ministro de Medio Ambiente del Chubut, Ignacio Agulleiro.
A marzo de 2017 el instituto no multó ni accionó contra nadie y hasta se negó a verificar en persona los canales ilegales.
Ante el panorama de sequía inminente los vecinos de Sarmiento alarmados por la baja, se reúnen en marchas y reclaman medidas. La inacción política empuja a los manifestantes a realizar un acampe frente al IPA y desmontar ellos mismos terraplenes que desvían el río.
Para marzo de 2017 la merma del río por su mal uso provoca la desaparición paulatina del lago Musters gracias a la evaporación de 200 000 metros cúbicos por hora. Ante la gravedad de la situación ambiental, tardíamente, el Instituto Provincial del Agua decide clausurar las tomas ilegales del Senguerr para recuperar los niveles del lago que abastece a las poblaciones patagónicas. 
El 27 de marzo el IPA Sarmiento logró restablecer el cauce del río Senguer, para que abastezca al lago Musters. Se descubrió que había sido derivado por el Falso Senguer para el riego de campos de la zona. Por este desvío de los hacendados no entraba prácticamente agua al lago, al desviarse 20 000 metros cúbicos por hora, casi el caudal normal de esta época del año. La solución al problema de la merma estaría dada en la ejecución del cierre del Fontana, para regular el río Senguer, obra que va a garantizar el manejo de la cuenca.
Las cuentas de la secretaría de Medio Ambiente de Comodoro Rivadavia arrojan un consumo serían 50 hectómetros cúbicos al año de agua para las ciudades, la industria 0,03 hectómetros cúbicos al año y las chacras de Sarmiento usan para riego 300 hectómetros cúbicos.
En 2021 una fuerte sequía golpeó ala región. Particularmente, el río fue afectado al no nevar en la cordillera y sobreexplotarse sus aguas en actividades agrícolas.
Para 2022 la sequía del río era tal que el tramo, siempre provistos de agua, entre Río Mayo y Sarmiento; que en épocas de crecientes alcanzaba los 200 metros de ancho, languidecía. Esto se produjo en otoño en época alejada de las intensas temperaturas del verano. El observador y conocedor de la región Alejandro Aguado mencionó que el río daba pena de verlo y lo calificó en condiciones peligrosamente reducidas. Con la impresión de que  su vida se estaba extinguiendo. En algunos sectores de la costa desprovista de agua, se notaron pozones, que con el río a pleno alcanzarían los tres o cuatro metros de profundidad.
Si bien la situación del río pareció estabilizarse en 2023, las grandes nevadas y temporales de 2024 dieron por terminado la sequía del río y el recupero de su caudal.
Un estudio encarado por la Universidad Nacional de la Patagonia y el CONICET determinó grandes cambios en la cuenca: el pico primaveral se adelantó 17 días desde 1950, lo que expone un cambio drástico en los ciclos naturales. Las principales evidencias de cambio climático son el aumento temperatura en 2,18 °C entre 1989 y 2015 y efecto beneficioso hallado en la disminución en la velocidad del viento durante los veranos (asociada al desplazamiento de los vientos del oeste) que mitigó parcialmente la evaporación. Sin embargo, la cuenta es negativa al recibir solo 154 mm de lluvia al año y perder 1.738 mm por evaporación. 
El otro gran factor de destrucción de la cuenca se da con el uso agrícola del agua que supera en más del 900% al consumo urbano. Este alto uso del agua del río se da sobre todo en el valle de Sarmiento y en la cuenca alta. En el Delta de Sarmiento, el uso para riego multiplica por más de 6 el consumo doméstico e industrial. Como gran culpable del derroche de la cuenca se identificó a los sistemas de riego por inundación, que se emplean entre septiembre y marzo. Los mismos tienen baja eficiencia y no permiten la recarga del sistema fluvial, reduciendo también los retornos al cauce.
Por último, se identificaron ocho etapas hidrológicas distintas desde 1950 hasta hoy a través del análisis de caudales en la estación de Nacimiento (cuenca alta), se distinguieron los periodos:
- 1950–1976: con dos picos de crecida anuales (lluvias invernales y deshielos primaverales),
- 1978–2000: con menor caudal y curvas de escorrentía más suaves,
- 2001–2024: con lluvias más intensas y erráticas, lo que indica una cuenca dominada por la precipitación directa, en detrimento del régimen nival.[4]